# ماري فرانسيس ليتش
ماري فرانسيس ليتش (بالإنجليزية: Mary Leach)‏ هي كيميائية أمريكية، ولدت في 22 مارس 1858 في بايسون في الولايات المتحدة، وتوفيت في 1939.